# MSN
MSN（エムエスエヌ、英: The Microsoft Network）は、Windows、携帯機器用のポータルサイトサービス、またそれらに関連するサービスの総称である。マイクロソフトが運営し、Windows 95のリリースと並行する形で1995年8月24日に開始された。
MSNの起源となるものは無名で、当時はただ単に定額制でダイヤルアップ接続事業を行うものだったが、後にMSNダイヤルアップとしてインターネットサービスプロバイダとなり、同時にMicrosoft Internet Startというポータルサイトを立ち上げる。それがInternet Explorerのデフォルトのホームページ、即ちウェブブラウザとなる起源である。1998年、マイクロソフトはこのホームページにwww.msn.comというドメイン名を当て振り、このページはそこに移動した。2022年時点で、インターネットサービスプロバイダとしての事業はアメリカ合衆国およびカナダを除いて終了している。日本ではぷららに売却された。
今日に至るまで使用されているウェブサイト、アプリの形は2014年10月のリニューアルで施行されたものである。現状の拠点はアメリカ合衆国に位置し、世界数十か国で使用される言語用の専用ポータルサイトも提供されている。

## 歴史

### 当初
MSNは1995年のWindows 95の発売と共にサービスを開始した。当時の名称は "The Microsoft Network" であった。当初はいわゆるパソコン通信サービスとして提供されていたが、インターネットの急成長にともにインターネット接続サービスに転換した。
1995年当時はまだ一般家庭からのインターネットサービスプロバイダの利用は一般的ではなかったが、大手パソコン通信業者の一部はインターネットと相互接続しており、パソコン通信のメニューを通じてe-mailやFTPを利用することができた。MSNもこれらと同様、e-mailをはじめとするインターネットとの相互接続を当初から提供していた。あくまでパソコン通信でありIP接続ではないため、インターネットの利用はログイン後の専用メニューから間接的に操作する必要があった。
最大の特徴は、非公開の専用プロトコルを使用していたため、Microsoft Windows 95以外からはアクセスできないようになっていたことである。このため、米国では独占禁止法上の違法性が話題となった。また、Windows 95 のデスクトップにMSNへのオンラインサインアップを促すアイコンが常時表示され、簡単には削除できない点も非難の対象となった（削除するにはレジストリを手動で操作する必要があった）。
技術的にはWindows Explorerに専用のコンポーネントをインストールすることでGUI端末として機能させていた。掲示板などの表示フォーマットはHTMLではなくリッチテキストであり、電子メールクライアントはMicrosoft Exchange用の受信トレイ（後のMicrosoft Outlook）を使用していた。マイクロソフト側のサーバーにはWindows NTマシンが使われていた。
1995年から1998年までのMSN.comは現在と大きく異なり、ただMSNを宣伝する目的のサイトだった。カスタムスタートページ、およびチュートリアルページも存在はしていたが、マイクロソフトの主要なポータルサイトはhome.microsoft.com、当時のMicrosoft Internet Startとして知られていた。
Internet StartはInternet Explorerの規定ホームページとして機能し、ニュース、他のウェブサイトへのリンク、マイクロソフトスタッフのブログ、更新プログラムなどの、基本情報を提供していた。1996年に立ち上げられたMSNBCも、Internet Startとの密接な関わりがあった。

### MSN.com
1998年、使用用途において十分な活動を行えていないMSN.comはInternet Startと合併。ウェブサイト、並びにブランド化として再開発された。これにより、当時の最上位の巨大サイトYahoo!、エキサイト、Go.comなどとの競合を実現した。この形式ではサービスの無償提供を行ったため、それまでの定額制のプロパイダなどはMSNインターネットアクセスに改名。これが後にMSNダイヤルアップと呼ばれるものである。日本ではNTTPCコミュニケーションズとの提携で事業を開始している。
再開発されたMSN.comは独自のコンテンツ、実験段階だったMSN2.0より引き継がれたWeb shows、急速に追加された新機能などの一連のサイトが追加された。Internet Start時代のすべてがMSN.comに集約されており、これが結果的にInternet Explorerのスタートページの後継になった。
この時代に立ち上げたサイトのいくつかは、今も形は違うが健在なものもある。例えばMicrosoft Investorは、CNBCがマイクロソフトと共同で開発したビジネス報道、投資サービスであり、現在のMSN Moneyとほぼ同じものである。また、自動車比較・ショッピングサイトのCarpointは現在のMSNオートスで、カジュアルゲームを提供していたInternet Gaming Zoneは後のMSNゲームである。売却したものには、エクスペディア、Slate、Sidewalk.comがある。

## 日本国内における沿革
- 1995年 - パソコン通信サービス "The Microsoft Network" として、Microsoft Windows 95発売と同時にサービスを開始（米国では8月、日本では11月23日）。

- 1996年04月 - NTTPCコミュニケーションズとの提携により、従量価格制のインターネットプロバイダ事業 "MSN Internet Access" を開始。同社のアクセスポイントを利用してインターネットへのアクセスが可能になった。
- 1997年 4月 
  - ニュースサイト内に「MSNジャーナル」開設。執筆陣に田中宇、田口ランディ、マーティ・キーナート、鈴木真二、白河桃子らをそろえ、元ニューズウィークの仲達志、元CNNのたまさぶろらを編集者に配し2004年、毎日新聞との協業まで同サイトのキラーコンテンツとなる。
  - ユーザー数900万人のHoTMaiL社を買収[9]。MSN Hotmailとしてサービス提供開始。
- 1998年 - インターネット全文検索サービス「MSNサーチ」提供開始。
- 1999年 - 虹色の蝶のシンボルマークの使用を開始する。
- 2000年7月 -  「MSNオークション」を提供開始[10]。
- 2000年12月1日 - 日本国内のインターネットプロバイダ事業を終了、全顧客をぷららに移管。コンテンツプロバイダ事業に完全に移行する。この頃を境に "The Microsoft Network" の名称は使われなくなり、"MSN" にほぼ一本化される。
- 2003年12月16日 - 有料サービス「MSNエンカルタ百科事典」開始。
- 2004年
  - 4月 - 毎日新聞社と提携し「MSN毎日インタラクティブ」を開始[11]。
  - 10月 - 音楽配信サイト「MSN Music」開始。
- 2006年 - 「MSNサーチ」の検索エンジンを変更し、「Windows Live Search」に名称変更。
- 2007年10月 - 「MSN毎日インタラクティブ］」を終了（毎日新聞社は独自に「毎日jp」を開始）し、産経新聞グループと提携した「MSN産経ニュース」を開始、デフォルトのホームページとして登録された。
- 2009年 - 「Windows Live Search」を新ブランド名「Bing」に名称変更。
- 2011年
  - 4月 - 「MSNオークション」を終了[10]。
  - 1月17日 - ロゴマーク・サイトデザインを一新。
- 2013年 - チャットサービスを「Windows Live メッセンジャー」から「Skype」に（中国本土を除く）、Webメールサービスを「Windows Live Hotmail」から「Outlook.com」に移行。米Microsoftでは、現地時間5月2日に、HotmailユーザーのOutlook.comへの移行を完了したと発表した[12]。
- 2014年10月1日 - 世界共通のプラットフォームとしてリニューアル[13]。「MSN産経ニュース」を終了し、複数紙の記事を配信するようになった[14][15]。なお、産経デジタルは独立サイト「産経ニュース」を同日にオープンした[16]。
- 2018年6月20日 - 米Microsoftが、「Microsoft News」を発表。MSN.comなどのニュースサイト用ニュースエンジンの新たな名称で、AI（人工知能）がピックアップしたニュースを最終的に人間がキュレーションする。世界中の3000以上のメディア（USA Today、The Guardian、共同通信など）との提携により、重要なニュースをキュレートして表示する[17]。

## 日本で提供されるサービス
ダイヤルアップ事業に加え、長年多くの事業を展開しており、Hotmail（後のOutlook.com）、MSN メッセンジャー（これはかつてインターネットスラング上で「MSN」と同義であったが、現在はSkypeに置き換えられている）、ウェブ検索エンジン『Bing』などが代表的な例に挙げられる。これ以外にも多くの事業があるが、それらはMSNのサービス一覧を参照。

### 主な無料サービス
- Outlook.com - Webメール（Windows Live Hotmailから移行）
- Skype - ビデオ会議
- OneDrive - オンラインストレージ
- Bing - 検索エンジン
- Bing Maps - 地図
- Windows Live Spaces - ブログ（2011年03月16日にサービス終了）

### 日本国内で提供される有料サービス
- MSN9 Premium
- 広告なしのOutlook.com - 「MSN Hotmail Plus」から移行
- MSN オークション（DeNAショッピングと提携）
- MSN Music（2007年9月に音楽配信を終了、それ以降は音楽情報サイトとして継続）
- MSN エンカルタ百科事典（1回あたり2時間まで無料でダイジェスト版の利用が可能。2009年12月31日にサービス終了）